# Pelahatchie, Mississippi
Pelahatchie là một thành phố thuộc quận Rankin, tiểu bang Mississippi, Hoa Kỳ. Năm 2010, dân số của thành phố này là 1 334 người.

## Dân số
- Dân số năm 2000: 1 463 người.
- Dân số năm 2010: 1 334 người.